# Ulolonche modesta
Ulolonche modesta là một loài bướm đêm trong họ Noctuidae.